# Metassamia furcidens
Metassamia furcidens is een hooiwagen uit de familie Assamiidae.